# Copa de España de fútbol sala 2022
La Copa de España de fútbol sala de 2022 es la XXXIII edición de este torneo en el que participan los ocho primeros equipos tras la finalización de la primera vuelta del campeonato de liga. La copa tuvo lugar entre el 31 de marzo y el 3 de abril en el Olivo Arena situado en Jaén (Andalucía).
El Barça se llevó la final en los penaltis tras empatar a 3 frente a ElPozo Murcia y polémica en los penaltis tras mandar la repetición de un penalti cuando ya se le había dado el título a ElPozo y acabó llevándoselo el Barça con el penalti decisivo de Marcenio. "Pito" del Barça fue el MVP del torneo.

## Equipos participantes
Barça
 ElPozo Murcia Costa Cálida
 Movistar Inter
 Jaén Paraíso Interior
 Palma Futsal
 Viña Albali Valdepeñas
 Jimbee Cartagena
 Ribera Navarra FS

## Organización

### Sede
El torneo se disputó en la ciudad de Jaén, en el Pabellón Olivo Arena con capacidad para 6600 espectadores.
| Pabellón  | Olivo Arena |
| Ciudad    | Jaén        |
| Capacidad | 6600        |

## Resultados

### Cuartos de final
Movistar Inter 5 - 4 Palma Futsal
Barça 3 - 1 Jimbee Cartagena
Ribera Navarra FS 2 - 4 ElPozo Murcia
Viña Albali Valdepeñas 4(4)* - 4(3) Jaén FS

### Semifinales
Movistar Inter 4 - 6 Barça
ElPozo Murcia 5 - 2 Viña Albali Valdepeñas

### Final
Barça 3(7)* - 3(6) ElPozo Murcia
- Goles Barça: Adolfo 16' , Taynan(PP) 37' , Pito 45' .
- Goles ElPozo: Rafa Santos 32' , Taynan 33' , Darío 45' .
Campeón = Barça (6to título)